# Theodor von Sell
Karl Friedrich Theodor Freiherr von Sell (* 20. Juni 1817 in Wittlich; † 4. November 1891 in Berlin) war ein preußischer Generalleutnant.

## Leben

### Herkunft
Theodor entstammte dem Adelsgeschlechts von Sell. Er war ein Sohn des preußischen Generalmajors Friedrich Ludwig von Sell (1746–1850) und dessen zweiter Ehefrau Charlotte, geborene von Frobel (1795–1859).

### Militärlaufbahn
Nach dem Besuch der Gymnasien in Neisse, Glatz und Brieg trat Sell am 6. Oktober 1834 als Schütze in die 3. Schützen-Abteilung der Preußischen Armee ein. Er avancierte Anfang März 1836 zum Sekondeleutnant, war 1840 für drei Monate in der 4. Schützen-Abteilung tätig und absolvierte zur weiteren Ausbildung von Oktober 1841 bis Juli 1844 die Allgemeines Kriegsschule. Am 7. April 1846 wurde Sell zum Adjutanten ernannt und stieg Ende November 1848 zum Premierleutnant auf. Er nahm während des Feldzuges gegen Dänemark an den Gefechten bei Alminde, Veile, Viuf sowie Aarhus teil und erhielt für sein Wirken den Roten Adlerorden IV. Klasse mit Schwertern.
Als Hauptmann wurde Sell am 12. Juli 1852 in das 8. Jäger-Bataillon nach Wetzlar versetzt, kehrte aber bereits Mitte März des Folgejahres mit der Ernennung zum Kompaniechef in das 7. Jäger-Bataillon nach Düsseldorf zurück. Daran sich als Major am 1. Juli 1860 seine Versetzung nach Stolp in das im Zuge der Heereserweiterung geschaffene 8. Pommersche Infanterie-Regiment Nr. 61 an. Vom 7. Oktober 1862 bis zum 8. Mai 1865 war er Kommandeur des I. Bataillons in Conitz. Anschließend wurde Sell zum Kommandeur des Westfälischen Jäger-Bataillons Nr. 7 ernannt und Mitte Juni 1865 zum Oberstleutnant befördert. Bei der Elbarmee führte er das Bataillon 1866 im Krieg gegen Österreich in den Schlachten bei Münchengrätz sowie Königgrätz und wurde dafür mit dem Roten Adlerorden III. Klasse mit Schwertern am Ringe ausgezeichnet.
Am 30. Oktober 1866 wurde Sell zum Kommandeur des in Mainz stationierten Infanterie-Regiments Nr. 81 ernannt und in dieser Stellung am 31. Dezember 1866 zum Oberst befördert. Während des Krieges gegen Frankreich führte seinen Verband 1870/71 vor Metz, bei Noisseville, Chieulles, Rupigny, Tapes, Thionville sowie in den Belagerungen von Mézières und Péronne. Unter Stellung à la suite seines Regiments wurde Sell nach dem Friedensschluss am 3. Juni 1871 zum Kommandeur der 58. Infanterie-Brigade in Mülhausen ernannt und ausgezeichnet mit beiden Klassen des Eisernen Kreuzes am 18. August 1871 zum Generalmajor befördert. Am 13. März 1877 erfolgte seine Versetzung als Kommandeur der 3. Division nach Stettin und zehn Tage später avancierte er zum Generalleutnant. Unter Verleihung des Roten Adlerordens I. Klasse mit Eichenlaub und Schwertern am Ringe mit dem Emailleband des Kronen-Ordens wurde Sell in Genehmigung seines Abschiedsgesuches am 14. Mai 1881 mit Pension zur Disposition gestellt.
Seine letzte Ruhestätte fand er am 7. November 1891 auf dem Alten Johannesfriedhof in Berlin.

### Familie
Sell verheiratete sich am 29. September 1856 in Wetzlar mit Klementine Freiin von Cramer (1833–1917). Aus der Ehe gingen folgende Kinder hervor:
- Friedrich (1857–1861)
- Ludwig (* 1861), preußischer Oberst ⚭ 1904 Blanka von Leßing (* 1877)
- Adolf (1863–1940), preußischer Generalmajor ⚭ 1909 Mathilde Gertig, geborene Bostelmann
- Ernst (* 1866), preußischer Oberst ⚭ 1906 Therese von Homeyer (* 1858)